# Liste der Monuments historiques in Kauffenheim
Die Liste der Monuments historiques in Kauffenheim führt die Monuments historiques in der französischen Gemeinde Kauffenheim auf.

## Liste der Objekte
| Bezeichnung                | Beschreibung | Standort                                               | Kennzeichnung | Schutzstatus   | Datum     | Bild           |
| -------------------------- | --- | ------------------------------------------------------ | ------------- | -------------- | --------- | -------------- |
| Orgel                      | Ensemble aus PM67001034 und PM67000146 | in der protestantischen Kirche St-Jean-Baptiste (Lage) | PM67001033    | Inscrit Classé | 1976 1973 | weitere Bilder |
| Orgelprospekt              | 1767 von Johann Ferdinand Balthasar Stieffell für die Kirche in Neewiller-près-Lauterbourg gebaut, 1880 durch Stiehr-Mockers nach Kauffenheim versetzt | in der protestantischen Kirche St-Jean-Baptiste (Lage) | PM67001034    | Inscrit        | 1976      | weitere Bilder |
| Instrumentalteil der Orgel | 1767 von Johann Ferdinand Balthasar Stieffell für die Kirche in Neewiller gebaut, 1880 durch Stiehr-Mockers nach Kauffenheim versetzt                  | in der protestantischen Kirche St-Jean-Baptiste (Lage) | PM67000146    | Classé         | 1973      | weitere Bilder |